# Guaraná Antarctica
Guaraná Antarctica är en läskedryck gjord på bland annat guaranaextrakt. Läsken är vanligt förekommande i Central- och Sydamerika och till viss del även i Sydeuropa.
Varumärket Guaraná Antarctica lanserades år 1921 i São Paulo. I Brasilien är Guaraná Antarctica den näst populäraste läskedrycken efter Coca-Cola och huvudsponsor för fotbollslandslaget.
I Sverige importeras och marknadsförs Guaraná Antarctica av Hemberga Dryckesgrossisten AB och man kan köpa läsken i välsorterade mataffärer som säljer importerade läskedrycker.

## Ingredienser
Vatten, socker, koldioxid, surhetsreglerande medel (citronsyra), guaranaextrakt, konserveringsmedel (E211 och E202), färgämne (E150d), naturliga aromämnen.